# Ilbia
Ilbia is een geslacht van weekdieren uit de klasse van de Gastropoda (slakken).

## Soorten
- Ilbia ilbi Burn, 1963
- Ilbia mariana Hoff & Carlson, 1990